# Ayine
Âyîne (osmanisch ﺁﻳﻴﻨﻪ; deutsch „Spiegel“) war ein osmanisches Satiremagazin, das von 1921 bis 1922 in Istanbul erschienen ist. Jede der 72 Ausgaben bestand aus vier Seiten und wurde wöchentlich herausgegeben. Der Eigentümer der Zeitschrift war der Geschäftsmann Semih Lütfi, während Eşref Nesib als Direktor fungierte. Aus der 9. Ausgabe der Zeitschrift geht hervor, dass Yusuf Ziya, der seine Schriften und Gedichte sowohl unter seinem eigenen Namen als auch unter seinem Pseudonym veröffentlichte, der einflussreichste Autor der Zeitschrift war. Der inhaltliche Fokus der Zeitschrift lag auf politischen und sozialen Themen, die überwiegend satirisch behandelt wurden, sowie Poesie, Geschichten und humoristischen Darstellungen wie Cartoons.